# Christophe Detilloux
Christophe Detilloux (* 3. Mai 1974 in Rocourt) ist ein ehemaliger belgischer Radrennfahrer.
Christophe Detilloux begann seine internationale Karriere 1996 bei dem belgischen Radsportteam Lotto, nachdem er dort schon im Vorjahr als Stagiaire gefahren ist. 2001 wechselte er für ein Jahr zu Collstrop-Palmans, kam danach aber wieder zurück zu Lotto. Von 2005 bis Ende 2007 fuhr Detilloux für das französische ProTeam La Française des Jeux. Bei der Katar-Rundfahrt 2006 wurde Detilloux 17. in der Gesamtwertung. Seine besten Resultate waren vier zweite Plätze:  je auf einer Etappe Ster Elektrotoer 2001 und bei der Vuelta a Burgos 1999 und jeweils bei den Eintagesrennen Druivenkoers 1999 und Schaal Sels 1999.
2012 wurde er Sportlicher Leiter des Radsportteams Idemasport-Biowanze.

## Grand-Tour-Platzierungen
| Grand Tour            | 1999 | 2000 | 2001 | 2002 | 2003 | 2004 | 2005 | 2006 |
| --------------------- | ---- | ---- | ---- | ---- | ---- | ---- | ---- | ---- |
| Giro d’ItaliaGiro     | –    | –    | –    | 118  | –    | DNF  | DNF  | –    |
| Tour de FranceTour    | –    | –    | –    | –    | –    | –    | –    | –    |
| Vuelta a EspañaVuelta | DNF  | –    | –    | –    | –    | –    | –    | DNF  |

## Teams
- 1996–2000 Lotto
- 2001 Collstrop-Palmans
- 2002 Lotto-Adecco
- 2003–2004 Lotto-Domo
- 2005–2007 La Française des Jeux